# Рикардо Коста
Рикардо Мигел Мореира да Коста (порт. Ricardo Miguel Moreira da Costa; Вила Нова де Гаја, 16. мај 1981) бивши је португалски фудбалер који је играо као центархалф, али повремено и као десни бек.
Након што је дебитовао у ФК Порту (где је био само резерва), наставио је да игра у Немачкој, Француској и неколико сезона у ФК Валенсији у Шпанији.
У саставу је фудбалске репрезентације Португалије од 2005. године, и представљао је нацију на три светска првенства и у Еуро 2012.

## Клупска каријера

### Порто
Коста, производ омладинске школе ФК Боависта, рођен је у Вила Нова де Гаја, у округу Порто, а прешао је у суседни ФК Порто, кад је још био почетник. Дебитовао је у дербију Примеира лиге 20. јануара 2002. управо против Боависте (0–2 пораз на гостовању, одиграо 90 минута), али никада није постао више од резервног играча, на позицији штопера, током неколико узастопних сезона, увек су имали предност други играчи попут његовог имењака Жоржеа, Педра Емануела, Пепеа и Бруна Алвеса.
Дана 21. маја 2003. године, Коста је ушао као замена за повређеног Костиња током финала Куп УЕФА 2002/03. у Севиљи, који је завршио победом од 3:2.

### Волфсбург
Како у Порту није било прилике за прву екипу, Коста је потписао трогодишњи уговор са бундеслигашким клубом ФК Волфсбургом. После лошег старта, завршио је сезону као неприкосновени стартер, пошто се тим квалификовао на Куп УЕФА.
На утакмици против ФК Карлсруеа 28. септембра 2008, Коста је постигао погодак само 15 секунди после увођења у игру, што је био други најбржи погодак који је икада постигао играч из замене. У лето 2009. године требало је да буде пребачен у Реал Сарагосу, али је споразум пропао јер две стране нису постигле договор; пресељење је коначно отказано 29. јула, а играч се вратио у Волфсбург.
Иако је редовно играо у Волфсбургу, Коста се 28. јануара 2010, придружио ФК Лилу у Француској.

### Валенсија
Пошто је релативно допринео четвртом месту Лила у Лиги 1, поново је променио тим и земљу, придруживши се 17. маја 2010. године, ФК Валенсији на четворогодишњем уговору.
Коста је постигао свој први гол за Валенсију 9. марта 2011, доводећи Че у вођство против ФК Шалкеа 04 у осмини финала Лиге шампиона 2010/11, у коначном поразу од 1-3 (2-4 ). У наредној вансезони тренер Унаи Емери га је изабрао за једног од капитена екипе.
Међутим, ствари су се за Косту брзо погоршале: замењен је на полувремену, у победи домаћих 4:3 против ФК Расинг из Сантандера, и брзо је прешао од првог на четврти избор након непријатних коментара упућених саиграчима и управи.

### Касније године
Коста је напустио Валенсију на обострану сагласност 21. јула 2014, јер му је уговор требао да истекне у јуну 2015. Недељу дана касније пристао је на двогодишњи уговор са ФК Ал-Саилија. Први и једини погодак за катарски клуб постигао је 30. октобра, за победу домаћина  4: 3 над ФК Ал-Вакрах.
ФК ПАОК потписао је уговор са Костом крајем јануара 2015. године, после успешног лекарског прегледа. У интервјуу португалском листу А Бола неколико месеци након трансфера, говорио је о свом искуству у Азији изјављујући: „То је била сасвим другачија стварност, коју нисам могао да прихватим. Све је било тако непрофесионално."  Током године дана, одиграо је 37 утакмица у свим такмичењима, а једини гол је постигао 27. августа 2015. у ремију 1: 1 са ФК Брондби у плеј- оф Лиге Европе.
Коста се вратио у Шпанију 1. фебруара 2016. године, и придружио ФК Гранади до јуна 2017. Обећао је да ће бранити свој нови тим "до смрти". Његов први наступ догодио се шест дана касније, где је одиграо пуних 90 минута у поразу  1:2 од ФК Реал Мадрида.
Након што је допринео тиму са 14 утакмица и једним голом, Коста је 5. јула 2016. године споразумно раскинуо уговор. Каријеру је наставио у ФК Луцерну у Швајцарској неколико дана касније.
Тридесетшестогодишњи Коста вратио се, након једне деценије, у Португал, у јуну 2017. године, потписавши двогодишњи уговор у ФК Тондела. Од 1. јула 2019. године вратио се у Боависту.

## Репрезентативна каријера
Коста је играо за Португалску младу репрезентацију до 21 године и такође је био део олимпијског тима који је играо на Летњим олимпијским играма 2004. године у Атини. Репрезентативац од 2005. године, позван је у састав за Светско првенство 2006. године, где су за треће место изгубили од Немачке 1:3.
Шеф националног тима Карлос Кеирош, 1. маја 2010. године објавио је привремену листу од 24 играча за Светско првенство 2010. у Јужној Африци, у коју је укључен и Коста, чиме се вратио у састав после четворогодишњег одсуства. Два пута је играо на турниру, увек као десни бек : у групној фази 0:0 против Бразила, и осмини финала у поразу од Шпаније (0:1, где је добио црвени карон у последњем минуту утакмице,  и забрану играња од три меча за своје поступке).
Коста је играо две утакмице у квалификацијама за Светско првенство 2014. године. Свој први репрезентативни гол постигао је 11. октобра 2013. године у ремију са репрезентацијом Израела, а менаџер Пауло Бенто га је именовао за финални састав од 23 човека за турнир у Бразилу.
Коста је, 16. јуна 2014, постао други Португалац који је играо на три светска првенства, након Кристијана Роналда у истом мечу, где је играо у другој половини утакмице групне фазе против Немачке, у поразу од 0:4. Тада је изабран да замени суспендованог Пепеа у реваншу 2:2 са Сједињеним државама, где је у другом полувремену после шута Мајкла Бредлија избацио лопту са гол-линије.

## Статистика каријере

### Клуб
Ажурирано  13. маја 2018.
| Клуб       | Сезона   | Лига                 | Лига | Лига | Национални купови | Национални купови | Куп Лиге | Куп Лиге | Европа | Европа | Остало | Остало | Укупно | Укупно |
| Клуб       | Сезона   | Дивизија             | Нас. | Гол. | Нас.              | Гол.              | Нас.     | Гол.     | Нас.   | Гол.   | Нас.   | Гол.   | Нас.   | Гол.   |
| ---------- | -------- | -------------------- | ---- | ---- | ----------------- | ----------------- | -------- | -------- | ------ | ------ | ------ | ------ | ------ | ------ |
| Порто      | 2001–02  | Примеира лига        | 6    | 0    | 0                 | 0                 | —        | —        | 0      | 0      | —      | —      | 6      | 0      |
| Порто      | 2002–03  | Примеира лига        | 10   | 0    | 4                 | 0                 | —        | —        | 6      | 1      | —      | —      | 20     | 1      |
| Порто      | 2003–04  | Примеира лига        | 9    | 1    | 5                 | 0                 | —        | —        | 0      | 0      | —      | —      | 14     | 1      |
| Порто      | 2004–05  | Примеира лига        | 24   | 1    | 1                 | 0                 | —        | —        | 6      | 1      | —      | —      | 31     | 2      |
| Порто      | 2005–06  | Примеира лига        | 18   | 1    | 2                 | 0                 | —        | —        | 3      | 0      | —      | —      | 23     | 1      |
| Порто      | 2006–07  | Примеира лига        | 8    | 0    | 1                 | 0                 | —        | —        | 2      | 0      | —      | —      | 11     | 0      |
| Порто      | Укупно   | Укупно               | 75   | 3    | 13                | 0                 | —        | —        | 17     | 2      | —      | —      | 105    | 5      |
| Волфсбург  | 2007–08  | Бундеслига           | 20   | 2    | 3                 | 0                 | —        | —        | —      | —      | —      | —      | 23     | 2      |
| Волфсбург  | 2008–09  | Бундеслига           | 11   | 3    | 2                 | 0                 | —        | —        | 6      | 0      | —      | —      | 19     | 3      |
| Волфсбург  | 2009–10  | Бундеслига           | 11   | 1    | 0                 | 0                 | —        | —        | 5      | 0      | —      | —      | 16     | 1      |
| Волфсбург  | Укупно   | Укупно               | 42   | 6    | 5                 | 0                 | —        | —        | 11     | 0      | —      | —      | 58     | 6      |
| Лил        | 2009–10  | Лига 1               | 10   | 1    | 0                 | 0                 | —        | —        | —      | —      | —      | —      | 10     | 1      |
| Лил        | Укупно   | Укупно               | 10   | 1    | 0                 | 0                 | —        | —        | —      | —      | —      | —      | 10     | 1      |
| Валенсија  | 2010–11  | Ла Лига              | 29   | 0    | 2                 | 0                 | —        | —        | 7      | 1      | —      | —      | 38     | 1      |
| Валенсија  | 2011–12  | Ла Лига              | 12   | 0    | 1                 | 0                 | —        | —        | 5      | 1      | —      | —      | 18     | 1      |
| Валенсија  | 2012–13  | Ла Лига              | 26   | 4    | 4                 | 0                 | —        | —        | 6      | 0      | —      | —      | 36     | 4      |
| Валенсија  | 2013–14  | Ла Лига              | 20   | 3    | 3                 | 0                 | —        | —        | 9      | 1      | —      | —      | 32     | 4      |
| Валенсија  | Укупно   | Укупно               | 87   | 7    | 10                | 0                 | —        | —        | 27     | 3      | —      | —      | 124    | 10     |
| Ал-Саилија | 2014–15  | Катар Старс лига     | 15   | 1    | 0                 | 0                 | —        | —        | —      | —      | —      | —      | 15     | 1      |
| Ал-Саилија | Укупно   | Укупно               | 15   | 1    | 0                 | 0                 | —        | —        | 0      | 0      | —      | —      | 15     | 1      |
| ПАОК       | 2014–15  | Суперлига Грчке      | 15   | 0    | 0                 | 0                 | —        | —        | —      | —      | —      | —      | 15     | 0      |
| ПАОК       | 2015–16  | Суперлига Грчке      | 11   | 0    | 1                 | 0                 | —        | —        | 10     | 1      | —      | —      | 22     | 1      |
| ПАОК       | Укупно   | Укупно               | 26   | 0    | 1                 | 0                 | —        | —        | 10     | 1      | —      | —      | 37     | 1      |
| Гранада    | 2015–16  | Ла Лига              | 14   | 1    | 0                 | 0                 | —        | —        | —      | —      | —      | —      | 14     | 1      |
| Луцерн     | 2016–17  | Суперлига Швајцарске | 33   | 1    | 3                 | 0                 | —        | —        | 2      | 0      | —      | —      | 38     | 1      |
| Тондела    | 2017–18  | Примеира лига        | 32   | 2    | 1                 | 0                 | 1        | 0        | —      | —      | —      | —      | 34     | 2      |
| Каријера   | Каријера | Каријера             | 334  | 22   | 33                | 0                 | 1        | 0        | 67     | 6      | —      | —      | 435    | 28     |

## Трофеји

### Клуб
Порто
- Примеира лига : 2002–03, 2003–04, 2005–06, 2006–07
- Куп Португалије : 2002–03, 2005–06
- Суперкуп Кандидо де Оливеира : 2003, 2004, 2006
- УЕФА Лига шампиона : 2003–04
- Куп УЕФА : 2002–03
- Интерконтинентални куп : 2004

Волфсбург
- Бундеслига : 2008–09

### Остало
- Медаља за заслуге, Орден за безгрешног зачећа Вила Висоза (Кућа Браганса ) [41]